# Астрофотометр

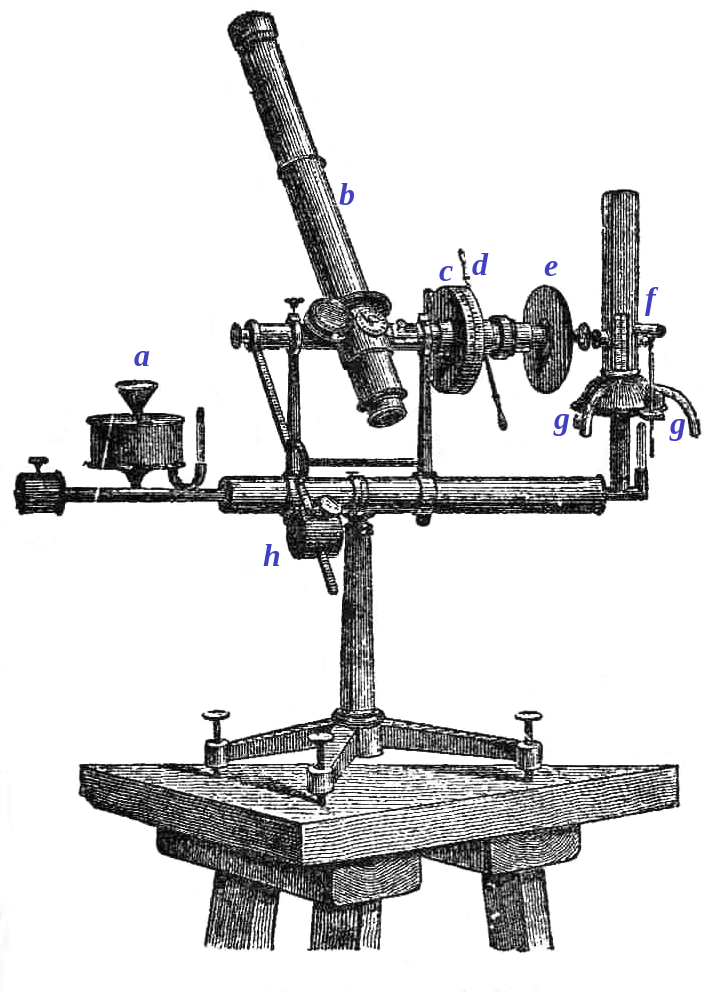
Фотометр Цёльнера

Астрофотометр — это исторический измерительный инструмент для фотометрического определения яркости небесного тела Карла Фридриха Цёлльнера. В нём сравнивается искусственная яркость звезды определённой величины с наблюдаемой звездой. При повороте фотометра, яркость может быть уменьшена до такой степени, что будет соответствовать яркости измеряемой звезды. На основании количества вращений определяется видимая звёздная величина. В отличие от визуальных астрофометров, современные звёздные электрофотометры более точные.